# Eva-Maria Kors
Eva-Maria Kors, geb. Fuchs (* 22. Mai 1942 in Würzburg) ist eine deutsche Politikerin (CDU) und ehemalige deutsche Bundestagsabgeordnete.

## Leben
Kors arbeitete für verschiedene Fachzeitschriften der Textilmaschinen- und Konsumgüterindustrie, bevor sie im Jahr 1977 Redakteurin einer Kirchenzeitung im Bistum Münster wurde. Sie ist Mitglied des Katholischen Deutschen Frauenbundes und der Katholischen Arbeitnehmerbewegung (KAB).

## Politik
Im Jahr 1969 trat Kors der CDU bei. Von 1979 an war sie fünf Jahre lang Vorsitzende des CDU-Ortsverbandes Vechta. In den Jahren 1981 bis 1990 saß sie im Rat der Stadt Vechta, wo sie Vorsitzende des Ausschusses Bauen, Planen, Umwelt und Stadtsanierung war, von 1986 bis 1990 war sie Abgeordnete des dortigen Kreistages. Im Jahr 1990 zog sie in den Bundestag ein, dem sie drei Legislaturperioden lang bis 2002 angehörte.